# Det Røde Hav
|  | "Røde Hav" omstilles hertil. For den sudanske delstat, se Røde Hav (Sudan) |
Det Røde Hav er havet mellem Afrika og den Arabiske Halvø. Det er 2.250 km langt, og har en maksimal bredde på 355 km. Den maksimale dybde er 2.130 m.
Der er kyst mod:
- Vestsiden fra syd til nord: Djibouti, Eritrea, Sudan, Egypten
- Østsiden fra nord til syd: Israel, Jordan, Saudi-Arabien, Yemen

Mod nord ender Det Røde Hav i to smalle bugter som omslutter Sinai-halvøen: Suezbugten på den vestlige side og Akababugten på den østlige side. Der har siden 1869 været forbindelse fra Suezbugten til Middelhavet gennem Suezkanalen.
Fra den sydlige ende er det forbindelse gennem Bab el-Mandeb-strædet til Aden-bugten og videre til det Indiske Ocean (det Arabiske Hav).